# Álvaro García Moreno
Álvaro García Moreno (19 de febrero de 1983, Madrid, Comunidad de Madrid, España) es un entrenador de fútbol español. Actualmente dirige al Club Deportivo Binéfar de la Tercera División de España.

## Trayectoria
| Club                          | País   | Año       |
| ----------------------------- | ------ | --------- |
| UD San Sebastián de los Reyes | España | 2010-2013 |
| UD Barbastro                  | España | 2013-2014 |
| Atlético de Pinto             | España | 2014-2015 |
| Atlético Astorga              | España | 2015      |
| CD Binefar                    | España | 2017-2018 |